# Sylvilagus palustris
Espèce
Statut de conservation UICN

 LC  : Préoccupation mineure
Le Lapin des marais ou Lapin palustre (Sylvilagus palustris) est une espèce de mammifère de la famille des Léporidés, originaire de la côte sud-est des États-Unis.

## Confusion possible
Quoique proche du lapin aquatique, il s'en distingue par son comportement et sa couleur. En particulier, le dessous de la queue du lapin des marais n'est jamais blanc mais grisâtre. Il est aussi un peu plus petit et surtout considéré comme plus aquatique que le lapin aquatique. En effet, il habite dans les marais et non dans les forêts, toujours à proximité des sources d'eau douce et n'hésite jamais à sauter dans l'eau pour échapper à ses prédateurs. Nageur assidu, il passe une grande partie de sa vie dissimulé dans l'eau ou dans les bosquets épais.

## Description

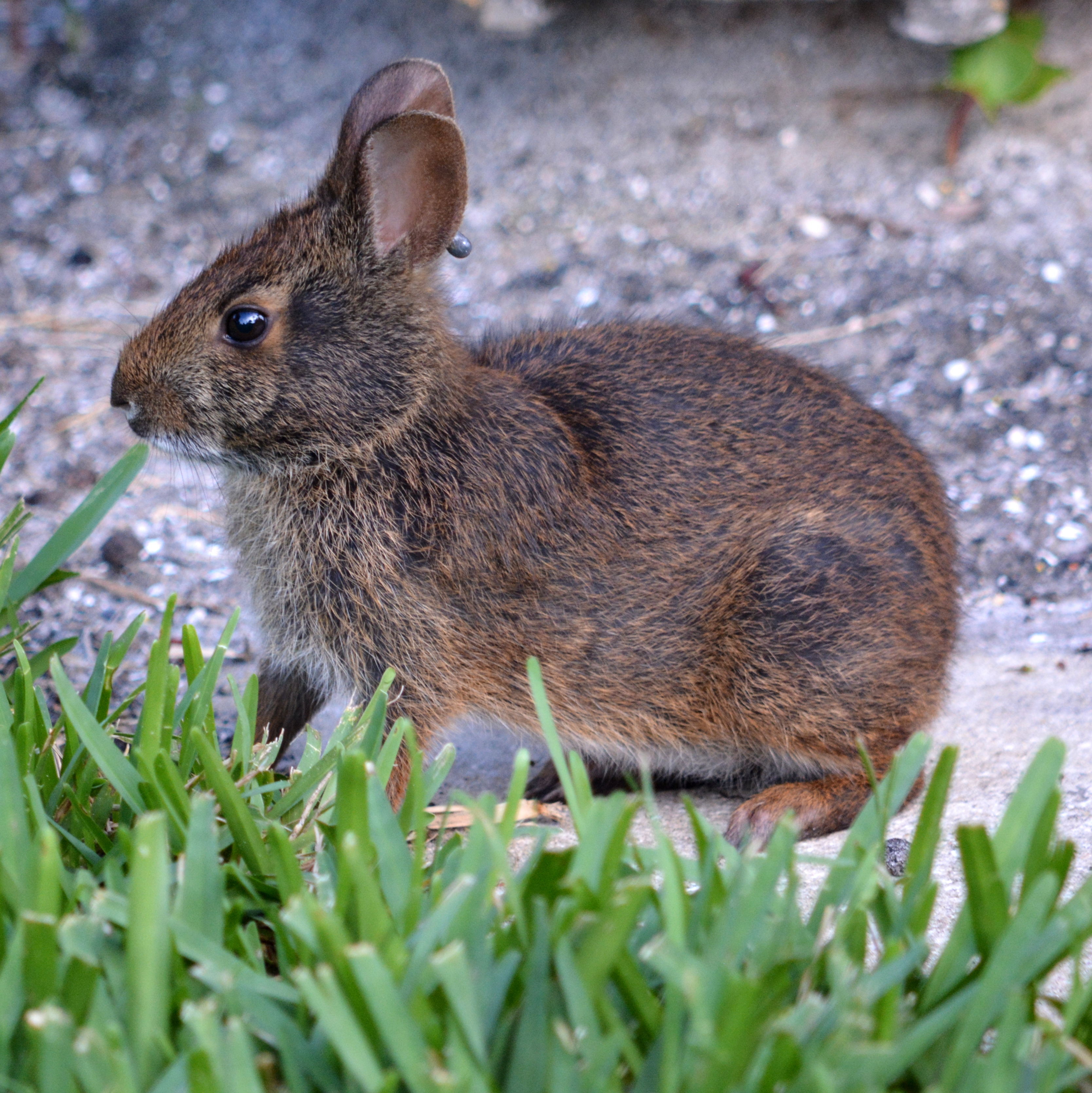